# La Antigua (ort i Spanien)
La Antigua är en ort i Spanien.   Den ligger i provinsen Provincia de León och regionen Kastilien och Leon, i den nordvästra delen av landet, 250 km nordväst om huvudstaden Madrid. La Antigua ligger 750 meter över havet och antalet invånare är 534.
Terrängen runt La Antigua är platt. Runt La Antigua är det glesbefolkat, med 14 invånare per kvadratkilometer. Närmaste större samhälle är Benavente, 19,6 km söder om La Antigua. Trakten runt La Antigua består till största delen av jordbruksmark.